# Potaske
 Der er for få eller ingen kildehenvisninger i denne artikel, hvilket er et problem. Du kan hjælpe ved at angive troværdige kilder til de påstande, som fremføres i artiklen.

 Denne artikel bør gennemlæses af en person med fagkendskab for at sikre den faglige korrekthed.

Potaske et handelsnavn for kaliumcarbonat. Det er et hvidt pulver og salt. 

## Etymologi og historisk produktion
Ordet potaske er afledt af gammelnederlandsk potasche. Leddet pot- (af potte) skyldes, at stoffet tidligere blev fremstillet ved kogning af brændte plantedele (aske) i en potte.
Det kan også fremstilles ved glødning af vinsten og melasse, hvortil der ledes kuldioxid.

## Kemi
Kaliumcarbonat  har den kemiske formel K2CO3.
Kaliumcarbonat er kaliumsaltet af kulsyre (carbonsyre), og på grund af denne syres usædvanlige ioniseringsforhold har stoffet basevirkning i vandig opløsning med fri lufttilgang, herunder i jord. Af samme grund kan stoffet bruges som en kaliumgødning, hvor man ønsker basevirkning.

### Kommerciel produktion
Kaliumcarbonat fremstilles kommercielt ved reaktion mellem Kaliumhydroxid og kuldioxid:
2 KOH + CO2 → K2CO3 + H2O

## Bagning
Potaske med e-nummer E-501 har samme evne som natron, hjortetakssalt og bagepulver. Under bagningen danner de kuldioxid, en luftart, der hæver dejen og gør bagværket let og porøst.
Det er ikke varmen, men sure stoffer i dejen, der uddriver kulsyren og får det til at hæve.
Produktet benyttes oftest som hævemiddel i dej til brunkager, hvor det giver en speciel sprød og skør konsistens. 
Den bruges også som pH-regulerende middel (neutraliserer syre) inden for bageri- og konfektureindustrien.